# Crystal Bernard
Crystal Lynn Bernard (ur. 30 września 1961 w Garland w stanie Teksas) – amerykańska piosenkarka, autorka tekstów piosenek i aktorka. Wystąpiła w roli Helen Chappel Hackett w sitcomie NBC Skrzydła (1990-1997).